# Paronitis excavaticollis
Paronitis excavaticollis là một loài bọ cánh cứng trong họ Bọ hung (Scarabaeidae).